# James A. Furey
James A. Furey (Brooklyn, marzo 1845 – Brooklyn, 18 aprile 1922) è stato un attore, cantante e impresario teatrale statunitense.
Dopo essere stato una figura della scena teatrale musicale di Broadway nella seconda metà dell'Ottocento, Furey - perso lo smalto della voce con l'avanzare dell'età - lasciò il teatro per il cinema. Dal 1914 al 1920, girò oltre una ventina di pellicole, lavorando anche a fianco di grandi star, quali Ethel Barrymore e Theda Bara.

## Filmografia
- The Prospectors, regia di Travers Vale (1914)
- The Broken Rose (1914)
- The Sheriff of Willow Gulch (1914)
- Fate's Protecting Arm (1914)
- A Mystery of the Mountains (1915)
- Destruction, regia di Will S. Davis (1915)
- The Awakening of Helena Ritchie
- Whoso Findeth a Wife, regia di Frank Crane (1916)
- Panthea
- Forget-Me-Not, regia di Émile Chautard (1917)
- Over There
- Sunshine Alley, regia di John W. Noble (1917)
- The Beloved Traitor, regia di William Worthington (1918)
- Sunshine Nan, regia di Charles Giblyn (1918)
- My Own United States, regia di John W. Noble (1918)
- Neighbors, regia di Frank Hall Crane (1918)
- The Queen of Hearts, regia di Edmund Lawrence (1918)
- The Panther Woman, regia di Ralph Ince (1918)
- Under the Greenwood Tree, regia di Émile Chautard (1918)
- The Great Victory, Wilson or the Kaiser? The Fall of the Hohenzollerns, regia di Charles Miller (1919)
- Phil-for-Short, regia di Oscar Apfel (1919)
- The Climbers, regia di Tom Terriss (1919)
- Dawn, regia di J. Stuart Blackton  (1919)
- Greater Than Fame
- On with the Dance, regia di George Fitzmaurice (1920)
- The Pleasure Seekers, regia di George Archainbaud (1920)